# Transaustralische Eisenbahn
| |                      |                                                                 |                                                                 |
| |                      |                                                                 |                                                                 |
| Spurweite: | 1435 mm (Normalspur) |                                                                 |                                                                 |
| |                      |                                                                 |                                                                 |
| \| \| \| von Broken Hill und Sydney \| \| \| \| 0 \| Port Augusta \| Port Augusta \| \| \| \| nach Whyalla \| \| \| \| 28 \| Tent Hill \| Tent Hill \| \| \| 55 \| Hesso \| Hesso \| \| \| 85 \| Bookaloo \| Bookaloo \| \| \| 118 \| McLeay \| McLeay \| \| \| 150 \| Wirrappa \| Wirrappa \| \| \| 181 \| Pimba \| Pimba \| \| \| \| nach Woomera \| \| \| \| 219 \| Burando \| Burando \| \| \| 250 \| Wirraminna \| Wirraminna \| \| \| 283 \| Coondambo \| Coondambo \| \| \| 302 \| Kultanby \| Kultanby \| \| \| 335 \| Kingoonya \| Kingoonya \| \| \| 377 \| Ferguson \| Ferguson \| \| \| 413 \| Tarcoola \| Tarcoola \| \| \| \| \| \| \| \| \| Zentralaustralische Eisenbahn von/nach Alice Springs und Darwin \| \| \| \| \| \| \| \| \| 450 \| Malbooma \| Malbooma \| \| \| 473 \| Lyons \| Lyons \| \| \| 515 \| Wynbring \| Wynbring \| \| \| 546 \| Mount Christie \| Mount Christie \| \| \| 575 \| Mungala \| Mungala \| \| \| 602 \| Barton \| Barton \| \| \| 634 \| Bates \| Bates \| \| \| 684 \| Ooldea \| Ooldea \| \| \| 717 \| Watson \| Watson \| \| \| \| O’ Malley \| \| \| \| 770 \| Fisher \| Fisher \| \| \| 823 \| Cook \| Cook \| \| \| \| Denman \| \| \| \| \| Hughes \| \| \| \| \| Grenze Western Australia / South Australia \| \| \| \| \| Deakin \| \| \| \| \| Reid \| \| \| \| \| Forrest \| \| \| \| \| Mundrabilla \| \| \| \| \| Loongana \| \| \| \| \| Nurina \| \| \| \| \| Haig \| \| \| \| \| Wilban \| \| \| \| \| Rawlinna \| \| \| \| \| Naretha \| \| \| \| 913 \| 913 Mile \| 913 Mile \| \| \| \| Boonderoo \| \| \| \| \| Kitchener \| \| \| \| \| Zanthus \| \| \| \| \| Coonana \| \| \| \| \| Chifley \| \| \| \| \| Karonie \| \| \| \| \| Randell \| \| \| \| \| Kalgoorlie-Boulder \| \| \| \| \| nach Perth \| \| |                      |                                                                 |                                                                 |
| Strecke |                      | von Broken Hill und Sydney                                      | von Broken Hill und Sydney                                      |
| Bahnhof | 0                    | Port Augusta                                                    | Port Augusta                                                    |
| Abzweig geradeaus und nach links |                      | nach Whyalla                                                    | nach Whyalla                                                    |
| Haltepunkt / Haltestelle | 28                   | Tent Hill                                                       | Tent Hill                                                       |
| Haltepunkt / Haltestelle | 55                   | Hesso                                                           | Hesso                                                           |
| Haltepunkt / Haltestelle | 85                   | Bookaloo                                                        | Bookaloo                                                        |
| Haltepunkt / Haltestelle | 118                  | McLeay                                                          | McLeay                                                          |
| Haltepunkt / Haltestelle | 150                  | Wirrappa                                                        | Wirrappa                                                        |
| Haltepunkt / Haltestelle | 181                  | Pimba                                                           | Pimba                                                           |
| Abzweig geradeaus, ehemals nach rechts und ehemals von rechts |                      | nach Woomera                                                    | nach Woomera                                                    |
| Haltepunkt / Haltestelle | 219                  | Burando                                                         | Burando                                                         |
| Haltepunkt / Haltestelle | 250                  | Wirraminna                                                      | Wirraminna                                                      |
| Haltepunkt / Haltestelle | 283                  | Coondambo                                                       | Coondambo                                                       |
| Haltepunkt / Haltestelle | 302                  | Kultanby                                                        | Kultanby                                                        |
| Haltepunkt / Haltestelle | 335                  | Kingoonya                                                       | Kingoonya                                                       |
| Haltepunkt / Haltestelle | 377                  | Ferguson                                                        | Ferguson                                                        |
| Haltepunkt / Haltestelle | 413                  | Tarcoola                                                        | Tarcoola                                                        |
| |                      |                                                                 |                                                                 |
| Abzweig geradeaus, nach rechts und von rechts |                      | Zentralaustralische Eisenbahn von/nach Alice Springs und Darwin | Zentralaustralische Eisenbahn von/nach Alice Springs und Darwin |
| |                      |                                                                 |                                                                 |
| Haltepunkt / Haltestelle | 450                  | Malbooma                                                        | Malbooma                                                        |
| Haltepunkt / Haltestelle | 473                  | Lyons                                                           | Lyons                                                           |
| Haltepunkt / Haltestelle | 515                  | Wynbring                                                        | Wynbring                                                        |
| Haltepunkt / Haltestelle | 546                  | Mount Christie                                                  | Mount Christie                                                  |
| Haltepunkt / Haltestelle | 575                  | Mungala                                                         | Mungala                                                         |
| Haltepunkt / Haltestelle | 602                  | Barton                                                          | Barton                                                          |
| Haltepunkt / Haltestelle | 634                  | Bates                                                           | Bates                                                           |
| Haltepunkt / Haltestelle | 684                  | Ooldea                                                          | Ooldea                                                          |
| Haltepunkt / Haltestelle | 717                  | Watson                                                          | Watson                                                          |
| Haltepunkt / Haltestelle |                      | O’ Malley                                                       | O’ Malley                                                       |
| Haltepunkt / Haltestelle | 770                  | Fisher                                                          | Fisher                                                          |
| Bahnhof | 823                  | Cook                                                            | Cook                                                            |
| Haltepunkt / Haltestelle |                      | Denman                                                          | Denman                                                          |
| Haltepunkt / Haltestelle |                      | Hughes                                                          | Hughes                                                          |
| Grenze |                      | Grenze Western Australia / South Australia                      | Grenze Western Australia / South Australia                      |
| Haltepunkt / Haltestelle |                      | Deakin                                                          | Deakin                                                          |
| Haltepunkt / Haltestelle |                      | Reid                                                            | Reid                                                            |
| Haltepunkt / Haltestelle |                      | Forrest                                                         | Forrest                                                         |
| Haltepunkt / Haltestelle |                      | Mundrabilla                                                     | Mundrabilla                                                     |
| Haltepunkt / Haltestelle |                      | Loongana                                                        | Loongana                                                        |
| Haltepunkt / Haltestelle |                      | Nurina                                                          | Nurina                                                          |
| Haltepunkt / Haltestelle |                      | Haig                                                            | Haig                                                            |
| Haltepunkt / Haltestelle |                      | Wilban                                                          | Wilban                                                          |
| Bahnhof |                      | Rawlinna                                                        | Rawlinna                                                        |
| Haltepunkt / Haltestelle |                      | Naretha                                                         | Naretha                                                         |
| Haltepunkt / Haltestelle | 913                  | 913 Mile                                                        | 913 Mile                                                        |
| Haltepunkt / Haltestelle |                      | Boonderoo                                                       | Boonderoo                                                       |
| Haltepunkt / Haltestelle |                      | Kitchener                                                       | Kitchener                                                       |
| Haltepunkt / Haltestelle |                      | Zanthus                                                         | Zanthus                                                         |
| Haltepunkt / Haltestelle |                      | Coonana                                                         | Coonana                                                         |
| Bahnhof |                      | Chifley                                                         | Chifley                                                         |
| Haltepunkt / Haltestelle |                      | Karonie                                                         | Karonie                                                         |
| Haltepunkt / Haltestelle |                      | Randell                                                         | Randell                                                         |
| Bahnhof |                      | Kalgoorlie-Boulder                                              | Kalgoorlie-Boulder                                              |
| Strecke |                      | nach Perth                                                      | nach Perth                                                      |

Die Transaustralische Eisenbahn (Trans Australian Railway) ist eine eingleisige, normalspurige, 1917 fertiggestellte Eisenbahnstrecke, die Western Australia mit New South Wales verbindet. Die Kernstrecke verläuft von Kalgoorlie nach Port Augusta. An beiden Enden schließt die Bahn an andere Bahnen an, so dass in weiterem Sinn die Bezeichnung Transaustralische Eisenbahn auch für die gesamte west-ost-orientierte Verbindung Perth–Sydney verwendet wird.

## Topographie

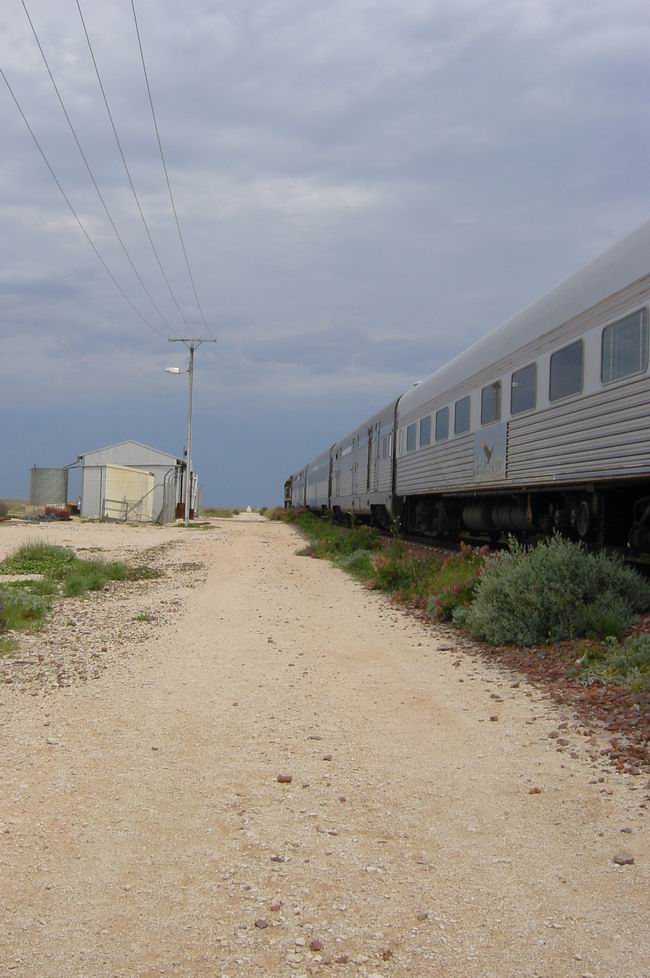
Halt des Indian Pacific in der Nullarbor-Wüste

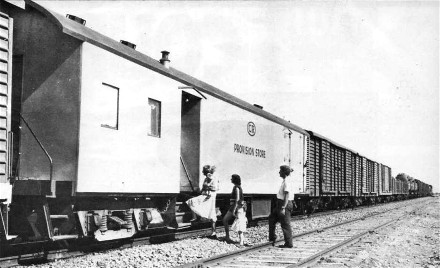
Der Tea and Sugar bei einem Unterwegshalt

Die Bahnlinie durchquert die Nullarbor-Wüste, ein Terrain fast ohne jede Steigung. Hier, zwischen Kilometer 797 und Kilometer 1275, befindet sich mit 478 km die längste Eisenbahngerade der Welt. Die Gesamtlänge der Strecke zwischen Kalgoorlie und Port Augusta beträgt 1692,6 km.
Die Strecke kreuzt keine Süßgewässer. Um Personal und Dampflokomotiven mit Wasser zu versorgen, wurde in großen Abständen nach Grundwasser gebohrt und es wurden Reservoirs angelegt.

## Geschichte
1901 schlossen sich die sechs bis dahin autonomen australischen Kolonien zu dem Bundesstaat Australien zusammen. Bedingung für den Beitritt von Western Australia war die Zusage, dass der Bund eine Eisenbahn bauen würde, die das vom Rest des Landes isolierte Siedlungszentrum der Kolonie um ihre Hauptstadt Perth mit den im Süden und Osten des Kontinents gelegenen anderen Siedlungszentren des neuen Staates verbände.
1907 wurde die gesetzliche Grundlage geschaffen, um den Verlauf der Strecke zu prospektieren. Diese Arbeit wurde 1909 abgeschlossen. Ergebnis war ein Trassenvorschlag zwischen den damaligen Enden der Westaustralischen Eisenbahn in Kalgoorlie und der Südaustralischen Eisenbahn in Port Augusta. 1911 wurde das Gesetz über den Bahnbau erlassen und 1912 die Commonwealth Railways gegründet, um den Bau und späteren Betrieb durchzuführen. Die Arbeiten wurden im September 1912 begonnen und in Normalspur ausgeführt, obwohl die Bahnen, die damals an beiden Enden anschlossen, in Kapspur ausgeführt waren. Mit dem Bau wurde von beiden Enden her begonnen und er wurde auch, trotz Australiens Eintritt in den Ersten Weltkrieg, weiter geführt. Die beiden Baukolonnen trafen sich im Oktober 1917 und die Gleisenden wurden am 17. Oktober 1917 verbunden. Der Bau kostete 4.045.000 Pfund Sterling.
1937 wurde das östliche Ende der Strecke bis Port Pirie verlängert. Das ersparte den Fahrgästen in Richtung Adelaide das Umsteigen auf die in Kapspur ausgeführte Verbindung zwischen Port Augusta und Terowie über Quorn und Peterborough durch die Flinders Ranges. Sie konnten nun direkt auf die südaustralische Breitspur (1600 mm) umsteigen. Fahrgästen in Richtung Sydney ersparte es wenigstens die langsame Fahrt durch die Flinders Ranges. Zugleich trafen damit im Bahnhof von Port Pirie drei Spurweiten aufeinander.
Erst 1970 erreichte nach einem Lückenschluss bei Broken Hill ein durchgehendes Gleis in Normalspur von New South Wales kommend Perth und ermöglichte erstmals durchgehende Züge zwischen Perth und Sydney. In Broken Hill erinnert am Bahnhof eine Gedenktafel an den 23. Februar 1970 – den Tag des Lückenschlusses – sowie zahlreiche Fahrzeuge der ehemaligen Silverton Tramway, die hier in einem Museum zusammengefasst sind.

## Betrieb
Die Transaustralische Eisenbahn ist eine wichtige Verbindung im Güterverkehr zwischen Western Australia und den östlichen australischen Bundesstaaten. Der Personenverkehr ist dagegen eher unbedeutend und vorwiegend touristischer Natur: Der Indian Pacific befährt die Strecke in ihrer gesamten Länge, der Ghan nutzt sie zwischen Port Augusta und Tarcoola. Ursprünglich verkehrte das Personenzugangebot unter dem Namen Trans-Australian. Schon während des Baus der Strecke bis 1996 verkehrte zudem der Tea and Sugar Train, der die isolierten Bahnbediensteten und Ortschaften entlang der Strecke mit den Gütern des täglichen Bedarfs versorgte.
Das durch Bohrungen gefundene Wasser war oft salzig und weder zum Trinken noch für die Lokomotiven geeignet. So mussten die Züge ihren Wasservorrat mitführen. In den Zeiten der Dampflokomotive bedeutete das, dass das Wasser bis zur Hälfte der beförderten Tonnage ausmachte. Das Problem war von Anfang an bekannt und der erste Chefingenieur, Henry Deane, versuchte bereits den Einsatz von Diesellokomotiven vorzubereiten. Bevor dieser Vorschlag aber Fuß fassen konnte, musste er wegen eines Beschaffungsskandals zurücktreten. Der Nachfolger setzte wieder auf Dampflokomotiven. So kam es erst ab 1951 zum fahrplanmäßigen Einsatz von Diesellokomotiven auf der Strecke.
Ursprünglich war die Strecke etwa alle 100 Kilometer mit einem 400 Meter langen Ausweichgleis versehen, damit Zugkreuzungen möglich wurden. Mit steigendem Verkehr wurden diese Möglichkeiten vermehrt und ausgebaut. Seit 2008 können alle Ausweichstellen Züge bis zu 1800 Metern Länge aufnehmen und sind entlang der Strecke in Abständen zwischen 30 km und 60 km angeordnet. Die meisten dieser Ausweichstellen sind unbesetzt. Sie sind mit Rückfallweichen ausgestattet und werden im Bedarfsfall vom Zugpersonal ferngesteuert per Funk gestellt. Es gibt keine Signale. Die Sicherheit wird über Fahrbefehle gewährleistet.

## Querung Australiens per Bahn
| Farbcode: | Kapspur | Normalspur | Breitspur |

1917–1927

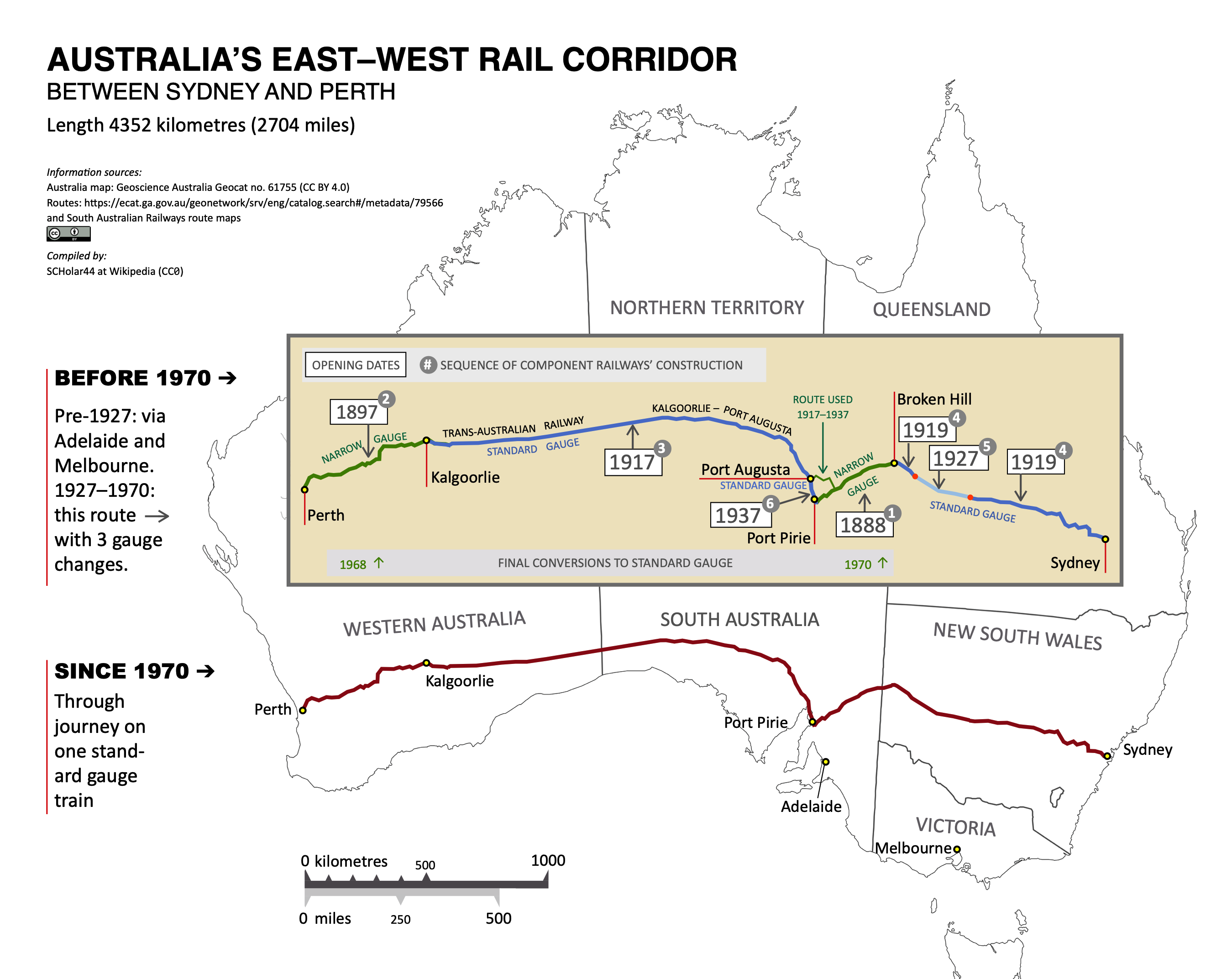
Strecken und Spurweiten seit 1927

Bis 1927 gab es nur eine Verbindung über Adelaide und Melbourne.
| Streckenabschnitt         | Zug              | Betreiber                                                 | Länge   | Anmerkung |
| ------------------------- | ---------------- | --------------------------------------------------------- | ------- | --------- |
| Perth – Kalgoorlie        | The Westland     | Western Australian Government Railways                    |         |           |
| Kalgoorlie – Port Augusta | Trans-Australian | Commonwealth Railways                                     | 1693 km |           |
| Port Augusta – Terowie    |                  | South Australian Railways, ab 1926: Commonwealth Railways |         |           |
| Terowie – Adelaide        |                  | South Australian Railways                                 |         |           |
| Adelaide – Melbourne      | The Overland     | South Australian Railways, Victorian Railways             |         |           |
| Melbourne – Albury        |                  | Victorian Railways                                        |         |           |
| Albury – Sydney           |                  | New South Wales Railways                                  |         |           |

1927–1937
Ab 1927 bestand die Verbindung über Broken Hill.
| Streckenabschnitt          | Zug              | Betreiber                                     | Länge   | Anmerkung                                                     |
| -------------------------- | ---------------- | --------------------------------------------- | ------- | ------------------------------------------------------------- |
| Perth – Kalgoorlie         | The Westland     | Western Australian Government Railways        |         |                                                               |
| Kalgoorlie – Port Augusta  | Trans-Australian | Commonwealth Railways                         | 1693 km |                                                               |
| Port Augusta – Broken Hill |                  | South Australian Railways / Silverton Tramway |         | Silverton Tramway im Abschnitt Cockburn – Broken Hill (56 km) |
| Broken Hill – Sydney       |                  | New South Wales Railways                      |         |                                                               |

1937–1968
| Streckenabschnitt        | Zug              | Betreiber                                     | Länge | Anmerkung                                                     |
| ------------------------ | ---------------- | --------------------------------------------- | ----- | ------------------------------------------------------------- |
| Perth – Kalgoorlie       | The Westland     | Western Australian Government Railways        |       |                                                               |
| Kalgoorlie – Port Pirie  | Trans-Australian | Commonwealth Railways                         |       |                                                               |
| Port Pirie – Broken Hill |                  | South Australian Railways / Silverton Tramway |       | Silverton Tramway im Abschnitt Cockburn – Broken Hill (56 km) |
| Broken Hill – Sydney     |                  | New South Wales Railways                      |       |                                                               |

1968–1970
| Streckenabschnitt        | Zug              | Betreiber                                                      | Länge | Anmerkung                                                     |
| ------------------------ | ---------------- | -------------------------------------------------------------- | ----- | ------------------------------------------------------------- |
| Perth – Port Pirie       | Trans-Australian | Western Australian Government Railways / Commonwealth Railways |       |                                                               |
| Port Pirie – Broken Hill |                  | South Australian Railways / Silverton Tramway                  |       | Silverton Tramway im Abschnitt Cockburn – Broken Hill (56 km) |
| Broken Hill – Sydney     |                  | New South Wales Railways                                       |       |                                                               |

Seit 1970
| Streckenabschnitt | Zug            | Betreiber             | Länge                      | Anmerkung                        |
| ----------------- | -------------- | --------------------- | -------------------------- | -------------------------------- |
| Perth – Sydney    | Indian Pacific | heute: Journey Beyond | 3.962 km (direkte Strecke) | 4.352 km mit Umweg über Adelaide |